# سامح عبدالوارث
سامح عبدالوارث (انگلیسی: Sameh Abdel Waress؛ زادهٔ ۳ اوت ۱۹۷۱) بازیکن هندبال اهل مصر بود.